# جون هوبر
جون هوبر (بالإنجليزية: John Hopper)‏ هو سياسي أمريكي، ولد في 9 يناير 1923 في تشارلستون في الولايات المتحدة، وتوفي في 12 يونيو 1996 في الولايات المتحدة. حزبياً، نشط في الحزب الجمهوري. وقد انتخب عضو مجلس ولاية بنسيلفانيا.